# Elaphria leucostigma
Elaphria leucostigma là một loài bướm đêm trong họ Noctuidae.